# Latinská rčení, O
V tomto článku jsou uvedena některá známá latinská rčení, začínající písmenem O.
Latina měla na evropskou kulturu hluboký a dlouho trvající vliv. Od římské antiky přes křesťanství a humanismus až do 18. století byla její znalost u vzdělaných lidí samozřejmostí. V některých oborech se s latinskými názvy stále pracuje, užívají se různé obraty a ve starší literatuře se najde množství latinských citátů. Protože latinských obratů, rčení a přísloví je mnoho, je seznam vybraných seřazen podle abecedy a rozdělen podle počátečních písmen do samostatných článků.

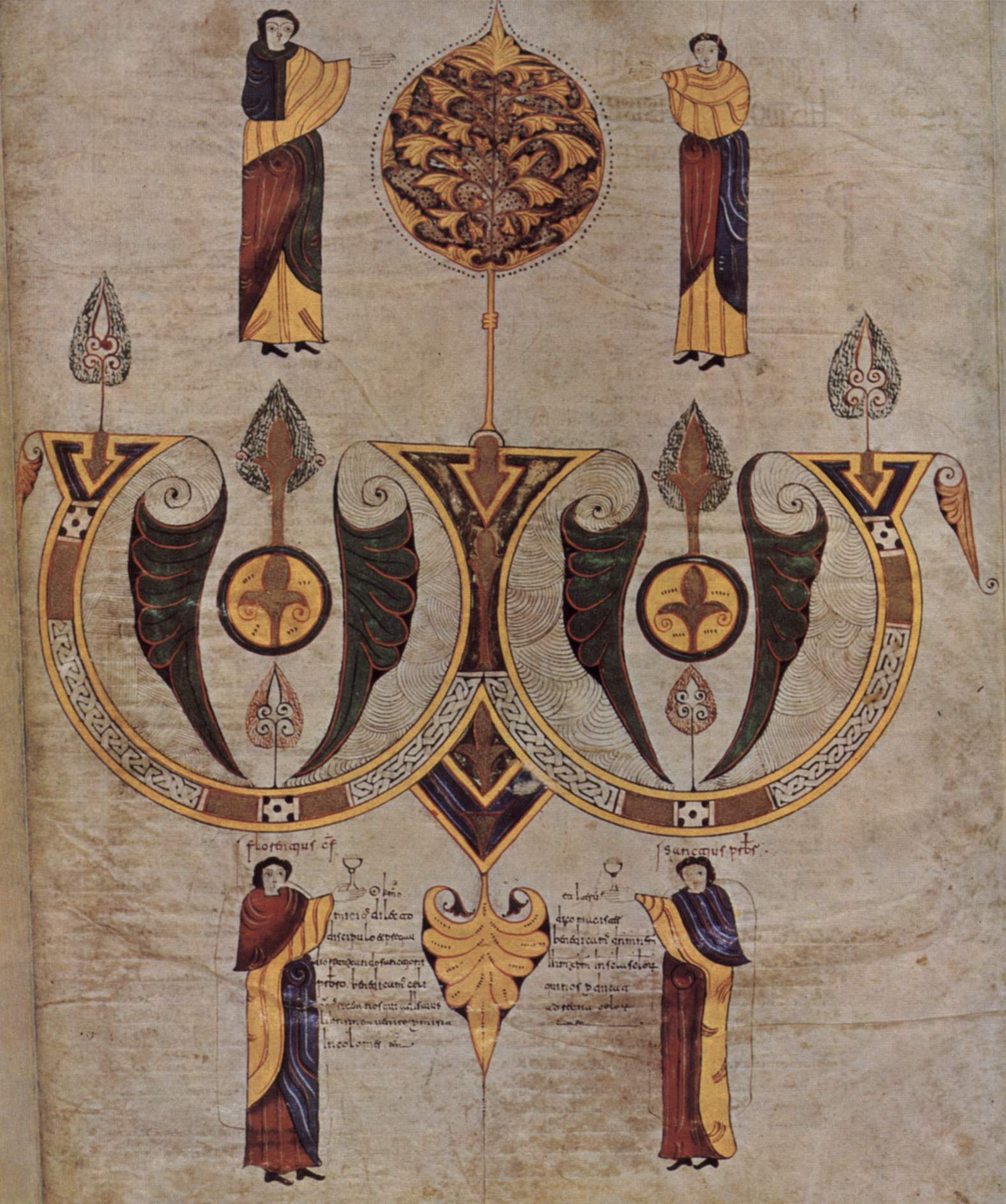
Iniciála Omega (Šapnělský rukopis, 10. stol.)

A
B
C
D
E
F
G
H
I
L
M
N
O
P
Q
R
S
T
U
V

## O
- O felix culpa …  – „Šťastná vina, která si takového zasloužila vykupitele“ z velikonočního chvalozpěvu Exsultet
- O clemens, o pia, o dulcis virgo Maria. – „Ó milostivá, ó přívětivá, ó sladká Panno Maria“, modlitba 11. století (Bernard z Clairvaux)
- O dulce nomen libertatis.  – „Ó sladké jméno svobody“ (Cicero, In Verrem 2. 5,163.)
- O fallacem hominum spem. – „Ta klamná lidská naděje“ (Cicero, O řečníkovi 3.2.7))
- O Fortuna / velut luna / statu variabilis … – „Ó štěstěna jako měsíc stále se mění“ (Carmina Burana)
- O mihi praeteritos referat si Iuppiter annos! – „Kéž by mi Jupiter vrátil minulá léta“ (Vergilius, Aeneis 8,560)
- O cives, cives, quaerenda pecunia primum / virtus post nummos  – „Občané, občané, nejdřív shánějte peníze / ctnost až po nich“ (Horatius, Listy I.1.53)
- O sancta simplicitas. – „Svatá prostoto!“ (připisováno Janu Husovi, ale bez dokladů)
- O tempora, o mores! – „Jaké časy, jaké mravy!“ (Cicero, Proti Catilinovi I.1.2)
- Obscurum per obscurius – „(vysvětlovat) temné ještě temnějším“
- Obtorto collo – doslova se zkřiveným krkem, tzn. s kyselým obličejem

## Oc
- Oculi plus vident quam oculus. – „Oči vidí víc než (jedno) oko“
- Oculi mei semper ad Dominum. – „Oči mám stále obrácené k Pánu“ (Žalm 25,15)
- Oculum pro oculo et dentem pro dente – „Oko za oko a zub za zub“ (lex talionis, Bible, Ex 21)
- Oderint dum metuant. – „Ať (mne) nenávidí, jen když se bojí“ (Caligula, snad z Accia)
- Oderunt hilarem tristes.  – „Nenávidí veselého smutní“
- Odi et amo. – „Nenávidím a (zároveň) miluji“ (Catullus)
- Odi profanum vulgus, et arceo. – „Nemám rád sprostý lid a vyhýbám se mu“ (Horatius, Ódy 3.1.1)
- Oleum et operam perdidi. – „Přišla jsem o olej i o námahu“, naříká odmítnutá prostitutka (Plautus, Kartágiňan I.2.119)
- Olim meminisse iuvabit. – „Jednou bude milé si vzpomenout“ (Vergilius)

## Om
- Omne animal se ipsum diligit. – „Každý živočich má rád sám sebe“ (Cicero)
- Omne malum nascens facile opprimitur – „Každé rodící se zlo se dá snadno potlačit“ (Cicero, Filipiky 5,31)
- Omne vivum ex ovo. – „Všechno živé z vejce“ (Jan Evangelista Purkyně)
- Omnes eodem cogimur. – „Všichni musíme (jednou) tamtéž“
- Omnia mea mecum porto. – „Všechen svůj majetek nosím s sebou“ (Bias z Priény)
- Omnia venalia Romae. – „V Římě je všechno na prodej“
- Omnia vincit amor. – „Láska všechno přemáhá“ (Vergilius, Eklogy 10,69)
- Omnibus – „všem, pro všechny“
- Omnibus unus – „Pro všechny jeden“
- Omnis cellula a cellula. – „Každá buňka (pochází) z buňky“ (Virchow)
- Omnium enim rerum principia parva sunt. – „Počátky všech věcí jsou maličké“ (Cicero, De finibus 5,58)
- Omnium rerum homo mensura est. – „Mírou všech věcí je člověk“ (Prótagoras)
- Onus probandi – „důkazní povinnost“

## Op
- Opera omnia (posthuma) – „Sebrané spisy (z pozůstalosti)“
- Opere citato (op. cit., o. c.) – „v (opakovaně) citovaném díle“
- Operibus credite et non verbis – „Věřte skutkům a ne slovům“
- Oportet haereses esse. – „I bludy musí být“ (Bible, 1K 11,19)

## Or
- Ora et labora – „Modli se a pracuj“, heslo svatého Benedikta
- Oratio pro domo – „řeč pro domácí“, do vlastních řad
- Orbis terrarum – „celý svět“
- Orta recens quam pura nites – „Jak krásně září právě vycházející“ (heslo státu Nový Jižní Wales)
- Otiosis locus hic non est. Discede morator. – „Zde není místo pro zahálku. Jdi pryč, kdo nemáš co dělat“